# Il D

La home page del sito ilD, raggiungibile all'indirizzo www.ild.rai.it

il D (per esteso: Il Divertinglese) è un progetto educativo realizzato da Rai Cultura e dal Ministero della pubblica istruzione per un apprendimento innovativo dell'inglese e dell'italiano a scuola, ma non solo. Dall'uso sinergico della TV e del Web, sono stati realizzati una serie di contenuti, spesso interattivi, a cui possono accedere docenti, alunni e le famiglie interessate.
Numerosi sono i progetti realizzati, tra cui le sit-com educative Tracy e Polpetta il cui sillabo e la cui revisione linguistica sono stati curati da Elisabetta Burchietti e John Angelori nella 3ª edizione (2008), Radio G.R.E.M. ed Extr@, quest'ultima prodotta assieme a Channel 4. Tali risorse sono fruibili dal canale satellitare Rai Edu1 e sul sito Web di riferimento, ricco di giochi ed attività didattiche elaborate da Elisabetta Burchietti e John Angelori con la collaborazione di Maria Pia Foresta, Ritana Leo e Maria Franca Pasqualone. Di particolare interesse è lo spazio dedicato alla comunità virtuale dedicata ai docenti: in tale contesto è possibile scambiarsi informazioni sulle attività svolte nelle aule scolastiche.
L'area Giochi (cruciverba, giochi da tavola, indovinelli numerici, labirinti, racconti) raccoglie giochi ed attività educative destinati ai bambini, da fare liberamente a casa o a scuola.

## Contenuti
- 64 Zoo Lane
- Binka
- Bobinogs
- Kids English Zone
- La chiave fatata
- Harry & Toto
- Tweenies
- Get Squiggling
- Charlie & Lola
- Lab Story
- Learning English with Ozmo
- Muzzy Comes Back
- PCToons
- Penguins of Madagascar
- Spot's Musical Adventures
- Tracy e Polpetta
- Africa's Child
- Goal - Speak English, Play Football
- Radio G.R.E.M.
- Worlds of Faith
- Art in the National Gallery
- David Copperfield
- Fetch the Vet
- English - Have a Go
- Extr@
- Miss Marple
- Search
- Tate Modern
- The English Language
- The Private Life of a Masterpiece
- The Story of God
- Cavegirl (sitcom)